# سه‌گانه مونشهاوزن

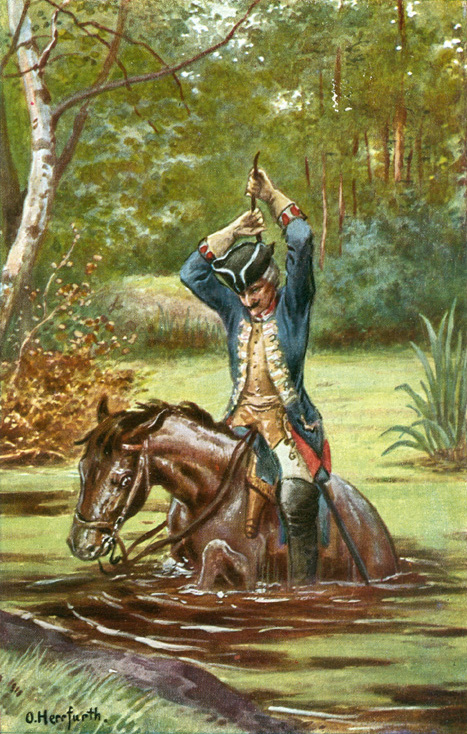
تصویر سه‌گانه مونشهاوزن

سه‌گانه مونشهاوزن، سه‌گانه‌ای است که برای نشان دادن امکان‌ناپذیری اثبات درستی گزاره‌ها به‌کار گرفته شده‌است.

## سه‌گانه
اگر دربارهٔ هر گزاره‌ای پرسیده شود «از کجا می‌دانیم که این درست است؟»، ما ممکن است برای آن دلیلی بیاوریم، اما این پرسش دربارهٔ دلیل‌هایی که در ادامه می‌آوریم نیز می‌تواند پرسیده شود. سه‌گانهٔ مونشهاوزن بیان می‌کند که در این موضع ما تنها سه گزینه پیش رو خواهیم داشت:
- دور، که در آن دلیل گزارهٔ ۱ گزارهٔ ۲ است، دلیل گزارهٔ ۲ گزارهٔ ۳ است، ...، دلیل گزارهٔ ۱-n گزارهٔ n است، و دلیل گزارهٔ n گزارهٔ ۱ است.
- تسلسل، که در آن دلیل گزارهٔ ۱ گزارهٔ ۲ است، دلیل گزارهٔ ۲ گزارهٔ ۳ است، ...، دلیل گزارهٔ ۱-n گزارهٔ n است و n به‌سمت بی‌نهایت میل می‌کند.
- رسیدن به دست‌کم یک اصل، که در آن دلیل گزارهٔ ۱ گزارهٔ ۲ است، دلیل گزارهٔ ۲ گزارهٔ ۳ است، ...، دلیل گزارهٔ ۱-n گزارهٔ n است و گزارهٔ n را به‌عنوان یک اصل، بدون دلیل می‌پذیریم.

مورد سوم برخلاف اصل دلیل کافی است و دور و تسلسل نیز در نگر بسیاری پذیرفتنی نیستند. یک جایگزین، نظریهٔ عدم قطعیت خطاپذیرباور و خردگرایی انتقادی کارل پوپر و هانس آلبرت است که بیان می‌کند اثبات این‌که یک گزاره قطعاً درست است، ناممکن است اما هرچه برای بررسی نادرستی یک گزاره بیش‌تر تلاش کنیم (مثلاً با تلاش برای یافتن یک مثال نقض) و نتوانیم نادرست بودن آن را اثبات کنیم، احتمال درست بودن گزاره را بالاتر برده‌ایم.